# Music In Motion
Music In Motion – trzeci album szwedzkiej piosenkarki Amy Diamond wydany przez Bonnier Amigo Music Group w 2007 roku. W Szwecji uzyskał status złotej płyty.
Rok później została wydana reedycja albumu "Music In Motion (Gold Edition)" uzupełniona o piosenkę "Thank You", trzy wersje karaoke oraz teledysk.

## Lista utworów

### 2007:Music In Motion
1. Stay My Baby
2. Is It Love?
3. Sleepy Sunday
4. Speed Of Light
5. Look The Other Way
6. Domino
7. Takes One To Know One
8. Graduation Song
9. So 16
10. Yellow Shirt
11. We're In This Together
12. Looks Like We Made It
13. We Could Learn A Lot

### 2008:Music In Motion (Gold Edition)
1. Thank you
2. Stay My Baby
3. Look The Other Way
4. Is It Love?
5. We’re In This Together
6. Graduation Song
7. Looks Like We Made It
8. Speed Of Light
9. We Could Learn A Lot
10. Takes One To Know One
11. Domino
12. Sleepy Sunday
13. So 16
14. Yellow Shirt
15. Thank You (karaoke)
16. Stay My Baby (karaoke)
17. Speed Of Light (karaoke)
18. Stay My Baby (teledysk)